# Saint Vincent e Grenadine ai Giochi della XXIX Olimpiade
Saint Vincent e Grenadine ha partecipato ai Giochi della XXIX Olimpiade di Pechino, svoltisi dall'8 al 24 agosto 2008, con una delegazione di 2 atleti.

## Atletica leggera
| Gara            | Atleta           | Batterie | Batterie | Quarti | Quarti | Semifinali | Semifinali | Finale | Finale |
| Gara            | Atleta           | Tempo    | Pos.     | Tempo  | Pos.   | Tempo      | Pos.       | Tempo  | Pos.   |
| --------------- | ---------------- | -------- | -------- | ------ | ------ | ---------- | ---------- | ------ | ------ |
| 100 m maschili  | Jared Lewis      | 11"00    | 7        |        |        |            |            |        |        |
| 400 m femminili | Kineke Alexander |          |          | 52"87  | 4      |            |            |        |        |